# GP Sven Nys 2010
De 11e editie van de cyclocross GP Sven Nys op de Balenberg in Baal werd gehouden op 1 januari 2010. De wedstrijd maakte deel uit van de GvA Trofee veldrijden 2009-2010. Sven Nys won voor de vierde keer op rij en tot dan was het zijn negende overwinning. Van de 36 gestarte renners, kwamen er 25 aan. 

## Mannen elite

### Uitslag
| Plaats | Naam              | Ploeg                     | Tijd     |
| ------ | ----------------- | ------------------------- | -------- |
| 1      | Sven Nys          | Landbouwkrediet           | 1u02'44" |
| 2      | Zdeněk Štybar     | Telenet-Fidea             | + 6"     |
| 3      | Niels Albert      | BKCP-Powerplus            | + 46"    |
| 4      | Gerben de Knegt   | Rabobank-Giant Offroad    | + 57"    |
| 5      | Francis Mourey    | Française des Jeux        | + 1'16"  |
| 6      | Bart Aernouts     | Rabobank Continental Team | + 1'32"  |
| 7      | Erwin Vervecken   | Sunweb-Revor              | + 2'16"  |
| 8      | Philipp Walsleben | BKCP-Powerplus            | + 2'22"  |
| 9      | Klaas Vantornout  | Sunweb-Revor              | + 2'45"  |
| 10     | Christian Heule   | Rendement Hypo CT         | + 2'54"  |

| Pos. | Punten | Pos. | Punten |
| ---- | ------ | ---- | ------ |
| 1    | 60     | 9    | 12     |
| 2    | 40     | 10   | 10     |
| 3    | 30     | 11   | 8      |
| 4    | 25     | 12   | 6      |
| 5    | 20     | 13   | 4      |
| 6    | 18     | 14   | 2      |
| 7    | 16     | 15   | 1      |
| 8    | 14     |      |        |